# Бентли, Роберт (губернатор)
Роберт Джулиан Бентли (англ. Robert Julian Bentley, 3 февраля 1943, Коламбиана, Алабама) — американский политик, представляющий Республиканскую партию. 53-й губернатор штата Алабама (2011—2017).

## Биография

### Ранние годы и карьера врача
Роберт Бентли родился и вырос в Коламбиане, Алабама в семье Мэтти (урожденная Викк) и Дэвида Хэрфорда Бентли. После окончания средней школы Бентли окончил университет Алабамы в Тускалусе, где специализировался в химии и биологии и получил степень бакалавра. С раннего возраста Роберт Бентли хотел стать врачом. После окончания университета Алабамы он продолжил учёбу в медицинской школе, где встретил свою будущую жену, Марту Дайану Джонс. Они поженились 24 июля 1965 года. После окончания медицинской школы в 1968 году, Роберт Бентли один год стажировался в методистской больнице Бирмингема, Алабама.
В 1969 году Бентли пошёл служить в ВВС США в звании капитана. Он был врачом на авиабазе Поуп в Фейетвилле, Северная Каролина, а в последние 90 дней службы исполнял обязанности начальника госпиталя.
После службы в армии Бентли три года проходил преддипломную подготовку в области дерматологии в университете Алабамы, после чего открыл свою практику дерматолога в Тускалусе. Он основал ряд малых предприятий, самым успешным из которых является Объединение дерматологов Алабамы. Бентли является сертифицированным дерматологом, он два срока был президентом Общества дерматологов Алабамы. Он также был назван «Лучшим врачом Америки», выбранным среди его сверстников.

### Политическая карьера
В 2002 году Бентли был избран в Палату представителей штата Алабама от округа Тускалуса, набрав на выборах почти 65 % голосов. В 2006 году он был переизбран на безальтернативной основе.
Бентли выступает против повышения налогов. Он также заявляет, что он не одобряет легализацию азартных игр в штате Алабама, но поддерживает проведение референдума, на котором граждане штата могли бы утвердить законность разрешения азартных игр.
17 января 2011 года Бентли был приведён к присяге как 53-й губернатор штата Алабама. В июне 2011 года Бентли подписал закон Alabama HB 56 против нелегальной иммиграции. Позже он также подписал закон, запрещающий делать аборты после 20-й недели беременности. Закон также требует от врачей сообщать о каждом аборте в базу данных штата и составлять ежегодный отчёт о проведённых операциях.
10 апреля 2017 года ушёл в отставку ввиду начатой процедуры импичмента по обвинениям в финансовых нарушениях, а также из-за вскрытого факта близких отношений с помощницей.

### Личная жизнь
Роберт Бентли и его жена Дайан имеют четырёх сыновей и шесть внуков. Они являются прихожанами Первой баптистской церкви Тускалуса. Бентли также является членом совета попечителей объединения медицинских учебных заведений штата Алабама, которое он помог основать. В 2009 году Бентли наградили Christian Coalition of Alabama’s Statesmanship Award.
Бентли увлекается бейсболом и сделал первый почётный бросок в начале сезона 2011 года.